# Матвеев, Пётр Фёдорович
Пётр Фёдорович Матве́ев (1864 — ?) — ткач, депутат Государственной думы I созыва от Симбирской губернии

## Биография
Из крестьян. Ткач на фабрике Белоусова в Сызрани.
Избран членом Государственной думы I созыва на дополнительных выборах вместо умершего А. П. Андреянова. Получил наказ от выборщиков из рабочих и крестьян: «Добиться земли и воли». Вошёл в Трудовую группу.
10 июля 1906 года в г. Выборге подписал «Выборгское воззвание» и осуждён по ст. 129, ч. 1, п. п. 51 и 3 Уголовного Уложения, приговорён к 3 месяцам тюрьмы и лишён права баллотироваться на любые выборные должности.
Дальнейшая судьба неизвестна.